# Fordham (Essex)
Fordham is een civil parish in het bestuurlijke gebied Colchester, in het Engelse graafschap Essex. In 2001 telde het dorp 818 inwoners.